# 馬可仕·史卓曼
馬可仕·厄爾·史卓曼（Marcus Earl Stroman，1991年5月1日—）是美國職棒大聯盟的投手，目前為自由球員。他先前曾效力過藍鳥、大都會、小熊與洋基等隊。

## 職業生涯
2014年史卓曼於大聯盟初登板，其身高5呎8吋（173公分）使他成為21世紀以來大聯盟僅有的六位身高低於5呎10吋的先發投手，儘管身材劣勢使他的能力受到質疑，但在第一個完整賽季中，出賽26場、20場先發，拿下11勝6敗，防禦率3.65的成績，成為藍鳥隊的主力投手之一。

### 2017年世界棒球經典賽
史卓曼為2017年世界棒球經典賽美國代表隊的一員，在決賽中面對波多黎各的比賽中，投6.0局僅被打出一安打無失分，帶領美國隊奪冠。總計經典賽出賽3場戰績1勝1敗、自責分率2.35，賽後獲選為大會MVP。事實上史卓曼為美、波混血（父親為美國人、母親為波多黎各人），按照經典賽的規則他可選擇為美國或波多黎各隊出賽，這樣的特殊身分也使他成為該屆比賽的話題之一。

## 外部連結
- 球員資訊和成績在MLB ，ESPN ，Retrosheet ，Baseball Reference ，Baseball Reference (Minors) ，Fangraphs ，The Baseball Cube （英文）
- Marcus Stroman's official website （页面存档备份，存于）
- 馬可仕·史卓曼的X（前Twitter）